# Szabó Ervin tér
Szabó Ervin tér est une place de Budapest, située dans le quartier de Palotanegyed (8e arrondissement).